# خاویر آگارا
خاویر آگارا (انگلیسی: Javier Algarra؛ زادهٔ ۲۰ سپتامبر ۱۹۶۱) روزنامه‌نگار اسپانیایی است. وی مدرک علم اطلاعات خود را از دانشگاه خودگردان بارسلونا اخذ کرد. خاویر در رادیو بارسلون، رادیو ملی اسپانیا، تلویزیون اقتصاد سیاسی بین‌المللی (اسپانیا) و رادیو اینترناسیونال و تلویزیون Distrito فعالیت داشته‌است.

## فعالیت حرفه‌ای
خاویر آگارا فعالیت حرفه‌ای خود را در ۱۹۸۰ در Diario de Barcelona آغاز کرد و در ۱۹۸۱ به آرتی‌وی‌ئی پیوست. او مدیر اخبار آران‌ئی در کاتالونیا و سردبیر تی‌وی‌آی در سن کوگات بود. در ۱۹۸۸، او به مادرید نقل مکان کرد و به عنوان هماهنگ‌کننده و مدیر اخبار آخر هفته آران‌ئی، معاون مدیر ال‌دورادو و معاون مدیر برنامه «چه کسی می‌داند کجاست» در تلویزیون تی‌وی‌آی کار کرد.
در ۱۹۹۲ به لندن نقل مکان کرد و در آنجا خبرنگار آران‌ئی در بریتانیا و ایرلند بود و با اینترویو همکاری کرد. او در ۱۹۹۲ به عنوان مدیر اجرایی تی‌وی‌آی نیوز به اسپانیا بازگشت. علاوه بر کارگردانی برنامه «ساعت ۱۵:۰۰» در همان سمت، پروژه‌های بزرگی مانند نشست ایبرو-آمریکایی در جزیره مارگاریتا (ونزوئلا)، همچنین نشست ناتو در مادرید، سفر پاپ به کوبا و عروسی ملکه لتیسیای اسپانیا و فلیپه ششم را سازماندهی کرد.
خاویر فیلم‌های ویژه آموزشی مختلفی را در تی‌وی‌ئی کارگردانی و ارائه کرد، مانند انتخابات فرانسه، بریتانیا و ایالات متحده، همچنین نسخه ویژه برای مرگ لیدی دی و ترزای کلکته.
در ۱۹۹۸ آگارا به عنوان مدیر اجرایی اینفورماتیوس به آنتنا ۳ پیوست، و درآنجا توانست مدیریت خبرنگاران و مراکز منطقه‌ای را در کاتالونیا، والنسیا، گران کاناریا، تنریف، آراگون، گالیسیا، اندلس، جزایر بالئاری و کاستیا و لئون سازماندهی کند. در آن کانال او فضای نیوز۱ را مدیریت کرد، برنامه ای آموزنده که توسط ماتیاس پراتس و سوزانا گریسو ارائه گردید.
در ۱۹۹۹ او به عنوان مدیر کل اخبار در اوندا سرو منصوب شد، و به کارگردانی برنامه لابروخولا پرداخت. او «اوندرا سرو - اسپانیا» اولین رادیو متقاضیان اروپایی را راه‌اندازی کرد.
در ۲۰۰۲ به عنوان مدیر خبر آنتنا ۳ منصوب شد. برنامه‌های خبری آنتنا ۳ در دوران کارگردانی او برای اولین بار در تاریخ خود از نظر مخاطب پیشی گرفت. او بعداً به عنوان مدیر کل لاگون مدیا، تولید برنامه‌ها و از جمله توسعه تصویری را برای کانال‌هایی مانند آی‌بی۳، تلویزیون ویو، نیوکس و نوا د آرمستیا را هدایت کرد.
آگارا مکرراً مخالفت خود را با استقلال‌طلبی کاتالان ابراز می‌دارد و تأیید می‌کند. در مدارس کاتالونیا تلقینی کاتالانی که با نازیسممقایسه می‌شود وجود دارد.
در نوامبر ۲۰۱۶ او پخش گردهمایی سیاسی تلویزیون اینتراکنونومی الگاتو آل آگوا را متوقف کرد. بعدها وی مجله موندو نوتیکاس را در رادیو بین‌المللی کارگردانی کرد. او از ۲۰۱۸ کارگردان و مجری برنامه لاس اینتوکیبل درتلویزیون Distrito بوده‌است.

## جوایز
- جایزه تلویزیونی زاپینگ ۱۹۹۸ (کاتالونیا)، که توسط تله‌اسپکتاتورز اسوشیتد دی کاتالونیا، به عنوان مدیر اخبار ۱ آنتنا ۳، برای بهترین برنامه خبری اعطا شد.
- آنتنا دی اورو ۱۹۹۹ (ملی)، به عنوان مدیر اخبار اوندا سرو، اعطا شده توسط فدراسیون انجمن‌های حرفه ای رادیو و تلویزیون اسپانیا.
- آنتنا دی اورو ۲۰۰۰ (ملی)، برای ایجاد «اوندا سرو»، اولین پورتال رادیویی درخواستی در اروپا، اعطا شده توسط فدراسیون انجمن‌های حرفه ای رادیو و تلویزیون اسپانیا.
- میکروفون دی پلاتا ۲۰۰۱ (مورسیا)، برای ارائه کار حرفه‌ای او، توسط انجمن حرفه ای رادیو و تلویزیون مورسیا اعطا شد.
- آنتنا دی اورو ۲۰۰۲ (ملی)، به عنوان مدیر اخبار آنتنا ۳، برای پوشش جام جهانی در ژاپن و کره، که برای اولین بار توسط یک کانال تلویزیونی خصوصی پخش شد، توسط فدراسیون انجمن‌های حرفه ای رادیو و تلویزیون اسپانیا به وی اعطا شد.
- آنتنا دی اورو ۲۰۰۸ (ملی)، به عنوان مدیر اخبار آخر هفته تلویزیون اینتراکونومیا، اعطا شده توسط فدراسیون انجمن‌های حرفه‌ای رادیو و تلویزیون اسپانیا.
- جایزه شهر تاراسونا ۲۰۰۹ (ساراگوسا)، به عنوان مدیر خبری تلویزیون اینتراکونومیا و مجری ال گاتو آل آگوا برگزیده، و توسط شورای شهر تاراسونا (ساراگوسا) به وی اعطا شد.
- میکروفون دی اورو ۲۰۱۲ (مورسیا) (ملی)، به عنوان مدیر اخبار تلویزیون اینتراکونومیا و مجری برنامه داندو کانا. در پومفرادا توسط لوئیس دل اولمو، رئیس افتخاری فدراسیون انجمن‌های حرفه‌ای رادیو و تلویزیون اسپانیا به او اعطا شد.[۱۲]
- جایزه به رسمیت شناختن د باستوس ۲۰۱۳ (مادرید)، به او به عنوان مدیر ال گاتو آل آگوا، توسط شهردار ماخادائوندا (مادرید)، آگوستین دی فوکسا به او اعطا شد.[۱۳][۱۴]
- آنتنا دی اورو ۲۰۱۶ (مادرید)، به عنوان کارگردان و مجری ال گاتو آل آگوا، توسط تلویزیون اینتراکونومیا و انجمن حرفه ای رادیو و تلویزیون مادرید به او اهدا گردید.[۱۵][۱۶]

## کتاب‌ها
- ویسنده کتاب زندانیان در کوبا (آزادی، ۲۰۱۲).[۱۷][۱۵]
- نویسنده مشترک، همراه با خاویر هورکاجو، از سینیکاتوس، توکسو و منندز، ماندارین‌های سرمایه‌داری اتحادیه (سکوتیا، ۲۰۱۴).
- نویسنده پایان‌نامه در کاتالونیای آسیب دیده (کتاب‌های گالاند، ۲۰۱۴)، اثر بگونیا مارین، با پیشگفتار آلبرت بوادلا و مصاحبه با شخصیت‌هایی مانند خورخه فرناندز دیاز، فلیکس د آزوآ، رزا ام کالاف، خاویر نارت یا آگوستالو.
- نویسنده کتاب شاید به همین دلیل با ما تماس می‌گیرند (اطلاعات نسخه‌ها، ۲۰۲۱)، برنده رمان جایزه مسابقه ادبی آرگو کو.[۱۵][۱۸]

## کارهای دیگر
- مدیر منطقه رادیویی کارشناسی ارشد مدیریت رسانه‌های سمعی و بصری رسانه جی‌ئی اس، سی‌ئی یو -سان پابلو و مدیا پارک.
- مدیر منطقه تلویزیونی استاد مدیریت رسانه سمعی و بصری رسانه جی‌ئی اس، سی‌ئی یو-سان پابلو و مدیاپارک.
- استاد رادیو دانشگاه ری خوان کارلوس.
- استاد ارتباطات، ارتباطات بحران و آموزش، سخنگو در سمینارهای مختلف برگزار شده توسط اینفورپرس.
- مدرس در دانشگاه‌های مختلف.

## وظایف
- فصل شوالیه تولدو از دستور شوالیه‌های مقبره مقدس. تولدو، ۲۷ مارس ۲۰۰۴.
- شوالیه نشان ریزال. مادرید، ۳ ژوئیه ۲۰۱۲.
- شوالیه نشان شاتو د لا فلور د لیز. اولمیلوس د ساسامون (بورگوس)، ۵ اکتبر ۲۰۱۳.